# Краснопресненское сельское поселение
Краснопресненское се́льское поселе́ние — муниципальное образование в Ковылкинском районе Мордовии Российской Федерации.
Административный центр — посёлок Красная Пресня.

## История
Статус и границы сельского поселения установлены Законом Республики Мордовия от 7 февраля 2005 года № 13-З «Об установлении границ муниципальных образований Ковылкинского муниципального района, Ковылкинского муниципального района и наделении их статусом сельского поселения, городского поселения и муниципального района».
Законом Республики Мордовия от 24 апреля 2019 года, было упразднено Чекашево-Полянское сельское поселение (сельсовет), а входившие в его состав населённые пункты были включены в Краснопресненское сельское поселение (сельсовет).

## Население
| 2002  | 2010  | 2012  | 2013  | 2014  | 2015  | 2016  |
| ----- | ----- | ----- | ----- | ----- | ----- | ----- |
| 1595  | ↘1397 | ↘1359 | ↘1314 | ↘1282 | ↗1293 | ↘1284 |
| 2017  | 2018  | 2019  | 2020  | 2021  |       |       |
| ↘1273 | ↘1228 | ↘1178 | ↗1450 | ↘1277 |       |       |

## Состав сельского поселения
| №  | Населённый пункт  | Тип населённого пункта | Население |
| -- | ----------------- | ---------------------- | --------- |
| 1  | Зелёная Роща      | посёлок                | ↘188      |
| 2  | Красная Пресня    | посёлок                | ↘619      |
| 3  | Красный Октябрь   | деревня                | ↘3        |
| 4  | Крутенькое        | село                   | ↘13       |
| 5  | Мордовская Авгура | деревня                | ↘21       |
| 6  | Первомайский      | посёлок                | ↘574      |
| 7  | Старое Пшенево    | село                   | ↘116      |
| 8  | Токмово           | посёлок разъезда       | ↘24       |
| 9  | Унуевский Майдан  | село                   | ↘142      |
| 10 | Чекашевы Поляны   | село                   | ↘147      |